# Danh sách nhân vật trong Kin'iro no Corda
Đây là danh sách các nhân vật trong trò chơi mô phỏng hẹn hò, manga và anime Kin'iro no Corda (La Corda D'oro).
Tên được sắp xếp theo đúng trật tự tên người Nhật, họ trước, tên sau.

## Học sinh khoa Phổ thông

### Hino Kahoko
Hino Kahoko (日野 香穂子 Nhật Dã Hương Tuệ Tử) Takagi Reiko (chỉ trong anime và CD kịch) [Vn.]
- Bài biểu diễn bởi: Nakajima Yūki
- Khối: Năm 2 (tương đương lớp 11 ở Việt Nam)

Kahoko là nhân vật nữ chính của sê-ri, thuộc mẫu nhân vật nữ điển hình trong các shoujo manga/anime: ấm áp, tốt bụng, dễ gần, thân thiện, biết quan tâm đến người khác, hay lo chuyện bao đồng. Tính cách chân thật và luôn thẳng thắng của cô được thể hiện rõ qua cách cô thể hiện mình với cây vĩ vầm. Cô học năm thứ 2 tại Học viện Seiso. Cô chưa hề đụng đến đàn vĩ cho đến khi Lili xuất hiện và trao cho cô cây đàn viôlông kì diệu. Ban đầu cô tham gia cuộc thi tuyển là do bị bắt buộc nhưng sau này cô nhận ra mình rất yêu vĩ cầm và muốn được chơi đàn bằng chính năng lực của mình.
Dù ban đầu cô rất miễn cưỡng về việc chơi viôlông nhưng sau đó cô đã bắt đầu yêu âm nhạc. Là một cô gái lịch thiệp và thận trọng biết đặt cảm xúc của những người khác trên bản thân, dù có lúc cô có vẻ rất ngây thơ, đặc biệt là trong âm nhạc. Những chàng trai cùng tham gia cuộc thi rõ ràng đã có cảm tình với cô nhưng cô lại không nhận ra điều đó. Cô thú nhận mình rất thích ăn đồ ngọt.
Trong phần đặc biệt Secondo Passo được chiếu trên TV, Kahoko nhận làm việc bán thời gian trong một cửa hàng nhạc cụ để có thể trang trải học phí cho việc học viôlông. Trong cuộc họp báo chuẩn bị cho lễ hội do trường đăng cai,vị quản lý Kira Akihiko, cũng là người điều hành trường hiện tại, tập trung mọi người và yêu cầu phải có một tiết mục hợp xướng trong ngày khai mạc. Tất cả các thí sinh tham dự cuộc thi âm nhạc năm trước đều được chọn ngoại trừ Kahoko vì ông cho rằng Kahoko chưa đủ trình độ để bắt kịp với mọi người.
Cô rất buồn vì quyết định của đạo diễn. Kaji sau đó đã dẫn cô đi chơi để làm cô bớt buồn. Anh ta cũng giải thích lý do vì sao anh chuyển đến đây.
Trong những chương gần đây của manga, cô xuất hiện ngày càng nhiều với vẻ tiếc nuối khi biết Yunoki sắp đi du học.
Kahoko sống với mẹ và chị gái, cô cũng có một người anh trai đang học đại học, nhưng ba của Kahoko lại không được nhắc đến trong câu chuyện.

### Tsuchiura Ryoutarou
Tsuchiura Ryōtarō (土浦 梁太郎 Thổ Phố Lương Thái Lang) Lồng tiếng bởi: Itō Kentarō / Lồng tiếng bởi: Tsunematsu Ayumi (Tsuchiura lúc trẻ) [Pf.]
- Biểu diễn bởi: Okada Masaru
- Năm: Năm 2 (lớp 11)

Ryotaro học năm thứ 2 và cũng là bạn của Kahoko. Anh và Kahoko gặp nhau khi anh đang vội vã chạy ngang qua mặt và tình cờ va phải Kahoko ở cầu thang, suýt chút nữa làm cô ngã, nhưng anh đã kịp thời cứu cô và còn tận tình giúp cô mang đồ sang khu Âm nhạc. Tình bạn của họ sau đó dần phát triển. Kahoko thậm chí còn thổ lộ với anh rằng cô không biết gì về cách chơi viôlông cả.
Anh là một tài năng chơi dương cầm nhưng lại không chơi ở nơi công cộng nữa vì một kỉ niệm đáng buồn ở một cuộc thi bất công đã phân biệt đối xử những thí sinh trẻ tuổi. Sau khi anh giúp đỡ Kahoko ở vòng 1 với tư cách người chơi đệm, ngay cả anh cũng được xuất hiện trong danh sách thi tuyển.
Ngay lần đầu tiên gặp mặt, Ryotarou đã không hề ưa Len. Họ là đối thủ cạnh tranh trong cả cuộc thi và mặt tình cảm.

### Tsukimori Len
Khối: Âm nhạc
Lớp: 2-A
Tuổi: 16
Sinh nhật: 24/4
Cool, hasamu, alone wolf, là những từ để miêu tả anh Len này, thuộc dạng lạnh lùng. Xuất thân trong gia đình âm nhạc, bố mẹ Len đều là những nghệ sĩ nổi tiếng nên từ bé Len đã được tiếp xúc với âm nhạc. Vâng, đứa con của những nhạc công nổi tiếng luôn muốn mọi người công nhận tài năng thật sự của mình, Len cũng vậy. Cậu giỏi, ai cũng thừa nhận nhưng người ta nghĩ đó là điều hiển nhiên vì cậu là con trai của nghệ sĩ nổi tiếng bởi thế nên cậu gặp nhiều áp lực. Thêm nữa, cậu luôn muốn tiếng đàn của mình có hồn, cảm giác êm dịu, nhẹ nhàng như tiếng piano của mẹ cậu. Chính lẽ đó, trong vòng thi thứ hai, Len đã không thể hiện thành công bài thi của mình và đứng thứ hạng 6/6.
Len chịu ảnh hưởng từ Kahoko, chính mẹ của cậu, Misa Hamai cũng công nhận rằng " Con đã thay đổi rồi " và bà cũng biết Kahoko là người làm cậu thay đổi. Về mặt tình cảm, có vẻ Len là ứng cử viên sáng giá cho danh hiệu người hợp với Kahoko nhất. Có hai bằng chứng:
+ Kahoko đã cảm nhạc được " tiếng đàn violon tuyệt vời " của Len qua bản Ave Maria, chính là bản nhạc đầu tiên cô chơi bằng cây đàn của mình.
+ Kahoko đã cùng Len song tấu bản Ave Maria " dưới đêm trăng.
Len biết chơi piano, có lẽ thừa hưởng từ mẹ, khá tiếng Đức và tiếng Anh.

### Hihara Kazuki
Khối: Âm nhạc
Lớp: 3-B
Tuổi: 17
Sinh nhật: 12/12
Người đầu tiên cùng song tấu với Kahoko bản Gavotte, khá hay. Nhiệt tình, vui vẻ, hay cười, Hihara mang lại cho mọi người cảm giác thoải mái và dễ chịu. Hihara thường xuyên quan tâm, giúp đỡ Kahoko. Hình như cậu là người đầu tiên để ý đến Kahoko. Dù đạo diễn phim đã phân chia rất công bằng nhưng Hihara không là đối thủ của Len và Ryotaro trong mặt tình cảm lẫn cuộc thi. Là bạn thân của Yunoki

### Yunoki Azuma
Khối: Âm nhạc
Lớp: 3-B
Tuổi: 17
Sinh nhật: 18/6
Được mệnh danh là hoàng tử của Học viện Seiso. Với mái tóc tím dài, đôi mắt đa tình, khuôn mặt thanh tú luôn nở nụ cười hiền từ cộng thêm thái độ ôn hòa, nhã nhặn Yunoki đã làm gục ngã không biết bao nhiêu cô gái. Anime cho thấy cậu có lượng fan hùng hậu nhất. Tuy nhiên vẻ bề ngoài đầy thiện cảm ấy đã giúp cậu giấu đi tính cách thực sự của mình. Là con trai út trong một gia đình truyền thống, Yunoki luôn phải chịu sự giáo dục nghiêm khắc của lễ giáo phong kiến.

### Shimizu Keiichi
Khối: Âm nhạc
Lớp: 1-A
Tuổi: 15
Sinh nhật: 26/8
Cung: Xử nữ
Một trong hai nhân vật tiết kiệm lời nhất anime/manga. Sở thích của cậu là đọc sách lịch sử âm nhạc. Ngoài chơi nhạc ra cậu còn có một tài năng đặc biệt là ngủ, có thể ngủ ở bất cứ lúc nào: sáng-trưa-chiều-tối-đêm và bất cứ đâu: lớp học, sân thượng, bãi cỏ vườn trường … Kawaii là từ của các đàn chị dành cho cậu. Shimizu có giọng chậm rãi dù sau này để ý thấy về cuối phim tốc độ nói của Shimizu đã nhanh hơn chút đỉnh.
Kei thích nghe tiếng đàn của Kahoko, nó cho cậu cảm nhận màu sắc cuộc sống và có thể nhận ra sự thay đổi dần dần của cậu, có sức sống hơn.

### Fuyuumi Shouko
Khối: Âm nhạc
Lớp: 1-B
Tuổi: 15
Sinh nhật: 3/11
Hiền lành, ít nói, rụt rè, chính như vậy nên đã bị các đàn chị của mình bắt nạt khi tên của Fuyuumi có trong danh sách cuộc thi. May mắn Kahoko đi ngang qua, lên tiếng bênh vực cô bé. Fuyumi rất mến Kahoko và coi Kahoko như một người chị. Trong kì nghỉ, các ứng cử viên ở cuộc thi tuyển đã trọ tại biệt thự nhà Fuyumi.

### Kanazawa Hiroto
Tuổi: 33
Sinh nhật: 1/3
Giáo viên có trách nhiệm hướng dẫn các thí sinh, kiểu như đại diện cho ban tổ chức làm mấy việc vặt: chăm sóc, đưa tài liệu, công bố đề thi … Thêm một nhân vật có nội tâm phức tạp. Bề ngoài như một giáo viên hạng bét, chuyên trốn việc, hút thuốc, công việc ưa thích là cho mèo ăn. Trong quá khứ, Kanazawa là một nghệ sĩ thành danh ở châu Âu nhưng sau đó ông lại gặp rắc rối về giọng cơ của mình, sự việc này khiến ông phải từ bỏ sự nghiệp và ngay cả bạn gái của ông cũng bỏ đi. Không ai trong trường biết về bí mật này cho đến khi tình cờ Kahoko và Nami phát hiện ra băng nhạc của ông.

### Ousaki Shinobu
Cao đẳng, năm thứ ba
Tuổi: khoảng 21
Sinh nhật: 17/12
Cung: Thiên bình
Nhạc cụ: Violin, Viola (loại nhạc cụ có hình dáng và cách chơi tương tự violin)
Seiyuu: Katsuyuki Konishi
Shinobu là người từng giành chiến thắng trong cuộc thi của học viện Seisou mấy năm về trước. Tuy đã tốt nghiệp nhưng thỉnh thoảng Shinobu vẫn về trường để hướng dẫn luyện tập cho dàn nhạc của học viện. Nếu như Hihara mang lại cảm giác vui vẻ, sống động thì Shinobu khiến mọi người có cảm giác yên bình. Ngoài ra Shinobu cũng tham gia dạy đàn cho học sinh các trường tiểu học gần đó.

### Amou Nami
Amou Nami (天羽 菜美 Thiên Vũ Thái Mĩ) Lồng tiếng bởi: Masuda Yuki
- Năm: năm 2
- lớp: 2-1
- Sinh nhật: 9 tháng 2

Thành viên câu lạc bộ báo chí học viện Seisou. Thường có những ý tưởng quái đảm. Có sự nhạy bén của một nhà báo, Nami luôn phát hiện ra " sự khả nghi " trong các vụ việc. Là người viết bài về những giải thưởng âm nhạc ở trường. Như bao đàn chị ở anime/manga thông thường, Nami thích những kouhai dễ thương và có điệu cười rất đặc trưng.

### Takato Mio
Takato Mio (高遠 美緒 Cao Viễn Mĩ Tự) Lồng tiếng bởi: Arai Satomi
- Năm: Năm 2
- Lớp: 2-2
- Tuổi: 16

Bạn thân của Hino Kahoko

### Kobayashi Nao
Kobayashi Nao (小林 直 Tiểu Lâm Trực) Lồng tiếng bởi: Nakao Eri
- Năm: Năm 2
- Lớp: 2-2
- Tuổi: 16

Bạn thân của Hino Kahoko

### Junnosuke Sasaki
Junnosuke Sasaki (佐々木 淳之介 Tá Tá Mộc Thuần Chi Giới) Lồng tiếng bởi: Suganuma Hisayoshi
- Năm: Năm 2
- Lớp: 2-2

Bạn thân của Tsuchiura Ryotarou